# Überfall (Nachbarrecht)
Überfall (auch: Separation) sind im Nachbarrecht die von einer auf dem Nachbargrundstück stehenden Pflanze hinüber fallenden Früchte.
Als fruchttragende Pflanzen kommen Bäume oder Sträucher in Betracht. Sie stehen auf und gehören zu einem Nachbargrundstück, so dass im Regelfall der Eigentümer des Nachbargrundstückes die Früchte ernten darf und ihr Eigentümer ist (oder Eigentum des Pächters). Das ergibt sich aus einzelnen Bestimmungen des BGB. Früchte einer Sache sind gemäß § 99 Abs. 1 BGB die Erzeugnisse der Sache (Obst) und die sonstige Ausbeute, welche aus der Sache ihrer Bestimmung gemäß gewonnen wird. Erzeugnisse einer Sache gehören auch nach der Trennung dem Eigentümer der Sache (§ 953 BGB). Frucht ist dabei rechtlich nicht nur der Apfel des Baumes, sondern auch der Baum als Frucht des Bodens, wenngleich dies biologisch zweifelhaft ist. 
Die Trennung der Frucht von der Pflanze geschieht durch Pflücken bei der Ernte oder auch durch Hinunterfallen oder Hinunterrollen reifer Früchte (Fallobst) auf das Nachbargrundstück.

## Rechtsfragen
Das Eigentumsrecht des Eigentümers an Früchten der Pflanze endet allerdings, wenn Früchte durch Wind oder Reife nicht auf sein Grundstück fallen, sondern auf das Nachbargrundstück. Dazu bestimmt § 911 BGB, dass Früchte, die von einem Baum oder einem Strauch auf ein Nachbargrundstück hinüber fallen, als Früchte dieses Grundstücks gelten. Diese unwiderlegbare Vermutung macht derartige Früchte endgültig zum Eigentum des Nachbarn, er darf sie behalten; sie „fallen“ wortwörtlich ins Eigentum des Nachbarn. Die Wegnahme des Fallobstes durch den Eigentümer der Pflanze würde ihn deshalb zum Dieb machen. Diese Vorschrift findet nur dann keine Anwendung, wenn das Nachbargrundstück dem öffentlichen Gebrauch dient. Fallen Früchte also auf öffentliche Straßen und Plätze, gehören sie weiterhin dem Eigentümer der Pflanze.

## Abgrenzung
Der Überfall ist rechtlich vom Überhang zu trennen, bei dem Teile von Pflanzen hinüber auf das Nachbargrundstück wachsen. Weitere nachbarrechtliche Gebiete sind Überbau und Notweg.

## International
Ein Nachbar in Österreich, der Schweiz und Liechtenstein kann nur das Eigentum an denjenigen Früchten erlangen, die durch überhängende Äste auf sein Grundstück gefallen sind. Fallen daher Früchte durch äußere Einwirkungen wie etwa Sturm und nicht von überhängenden Ästen auf das Nachbargrundstück, hat der Eigentümer des Baumes oder Strauches weiterhin das Eigentumsrecht an diesen Früchten und kann ihre Herausgabe verlangen. In Österreich findet sich diese Regelung in § 422 Abs. 1 Satz 1 ABGB, in der Schweiz in Art. 687 Abs. 2 ZGB und in Liechtenstein in Art. 82 Abs. 2 SR. 